# Groupe Mooland
 (octobre 2020).
Le groupe Mooland est une entreprise réunionnaise de transport fondée en 1958 par Osmann Mooland (1933-2018),,,. Particulièrement présente dans le transport scolaire, elle a son siège à Saint-Louis. Elle est également active à Mayotte depuis 2010 et en Guyane depuis 2020,, ce qui en fait le plus grand groupe transporteur de la France d'outre-mer.